# Vår Frus katolska församling
Vår Frus katolska församling är en romersk-katolsk församling i Täby norr om Stockholm. Församlingen tillhör Stockholms katolska stift.
Vår Frus församling föddes i Täby den 13 januari 1963. Den omfattar 2013 hela Roslagen. Den bedriver verksamhet i Roslags Näsby, Djursholm, Åkersberga och Norrtälje. Vissa gudstjänster firas även i Skederids kyrka. Församlingen har sedan starten letts av Oblatmissionärerna, OMI, som kallats hit från USA av dåvarande biskopen John Taylor, själv oblatmissionär. Tidigare tillhörde området Marie Bebådelse katolska församling, som verkat på Östermalm i Stockholm sedan 1930-talet. 
Den nuvarande Vårfrukyrkan i Roslags Näsby i Täby invigdes 1985. Den är ritad av arkitekten Fritz Voigt. 
I Åkersberga har församlingen bedrivit verksamhet sedan 1973. I december 2012 öppnades där Maria Havets Stjärnas Kyrka. 
Ett mindre antal medlemmar firar sina gudstjänster i Birgittasystrarnas kapell i Djursholm. Dessa systrar har verkat där sedan tidigt 1920-tal. Birgittasystrarnas kloster i Djursholm tillhör Vår Frälsares Orden, instiftad på 1300-talet av den heliga Birgitta och av den Heliga Moder Elisabeth Hesselblad 1911. Birgittasystrarnas kloster i Djursholm grundades 1923. Dess nuvarande byggnader uppfördes 1973.